# Bijou Hills
Bijou Hills es un lugar designado por el censo ubicado en el condado de Brule en el estado estadounidense de Dakota del Sur. En el Censo de 2010 tenía una población de 6 habitantes y una densidad poblacional de 0,44 personas por km².

## Geografía
Bijou Hills se encuentra ubicado en las coordenadas 43°31′43″N 99°8′38″O / 43.52861, -99.14389. Según la Oficina del Censo de los Estados Unidos, Bijou Hills tiene una superficie total de 13.6 km², de la cual 13.6 km² corresponden a tierra firme y (0%) 0 km² es agua.

## Demografía
Según el censo de 2010, había 6 personas residiendo en Bijou Hills. La densidad de población era de 0,44 hab./km². De los 6 habitantes, Bijou Hills estaba compuesto por el 100% blancos, el 0% eran afroamericanos, el 0% eran amerindios, el 0% eran asiáticos, el 0% eran isleños del Pacífico, el 0% eran de otras razas y el 0% pertenecían a dos o más razas. Del total de la población el 0% eran hispanos o latinos de cualquier raza.